# Grb Malija
Grb Malija okruglog je oblika i usvojen je 1973. Unutar grba nalaze se džamija u Djenné, lešinar, izlazeće sunce, dva luka i dvije strijele. Oko grba nalaze se natpisi "République du Mali" (Republika Mali) i "Un Peuple, Un But, Une Foi" (Jedan Narod, Jedan Cilj, Jedna Vjera). Postoje dvije verzije grba - plavi i crveno-zeleni.

## Također pogledajte
- Zastava Malija